# Franz Ziehm
Franz Ziehm (auch, nach seinem Gutshof Franz Ziehm-Liessau) (* 9. Januar 1866 in Liessau (Kreis Marienburg (Westpreußen)); † 12. Mai 1933 in Danzig) war ein Gutsbesitzer und Politiker (DNVP).

## Leben
Franz Ziehm war Gutsherr in Liessau. Er gehörte dem Bund der Landwirte an und war dort stellvertretendes Mitglied des Bundesvorstands. Nach dem Tod von Karl Krüger musste dessen Mandat im Preußischen Abgeordnetenhaus neu besetzt werden. In einer Nachwahl am 30. Juli 1915 traten von den 603 im Dreiklassenwahlrecht ursprünglich im Wahlkreis Danzig 1 gewählten Wahlmännern 323 zusammen (die niedrige Anwesenheitsquote von 54 % erklärt sich daher, dass die Wahl im Ersten Weltkrieg stattfand und dass Nachwahlen generell niedrigere Anwesenheitsquoten aufwiesen). Von diesen wählten 322 (= 99,7 %) den einzigen Kandidaten Ziehm in das Abgeordnetenhaus. Sein Mandat endete mit der Novemberrevolution 1918.
Franz Ziehm war der Bruder von Ernst Ziehm und schloss sich nach dem Krieg, wie sein Bruder, der DNVP in Danzig an. Bei der Wahl zur verfassungsgebenden Versammlung in Danzig 1920 wurde er gewählt und gehörte damit 1920 bis 1923 dem ersten Volkstag an. Gemeinsam mit seinem Bruder wurde er als ehrenamtlicher Senator in den Senat der Freien Stadt Danzig gewählt. Im Senat Sahm I war er für das Ressort Landwirtschaft und Forsten zuständig. Nach dem Ende der politischen Tätigkeit war Franz Ziehm Mitglied der Aufsichtsräte deutscher Banken in Danzig. 